# Anisodes scintillans
Anisodes scintillans là một loài bướm đêm trong họ Geometridae.